# Sacramentarianos

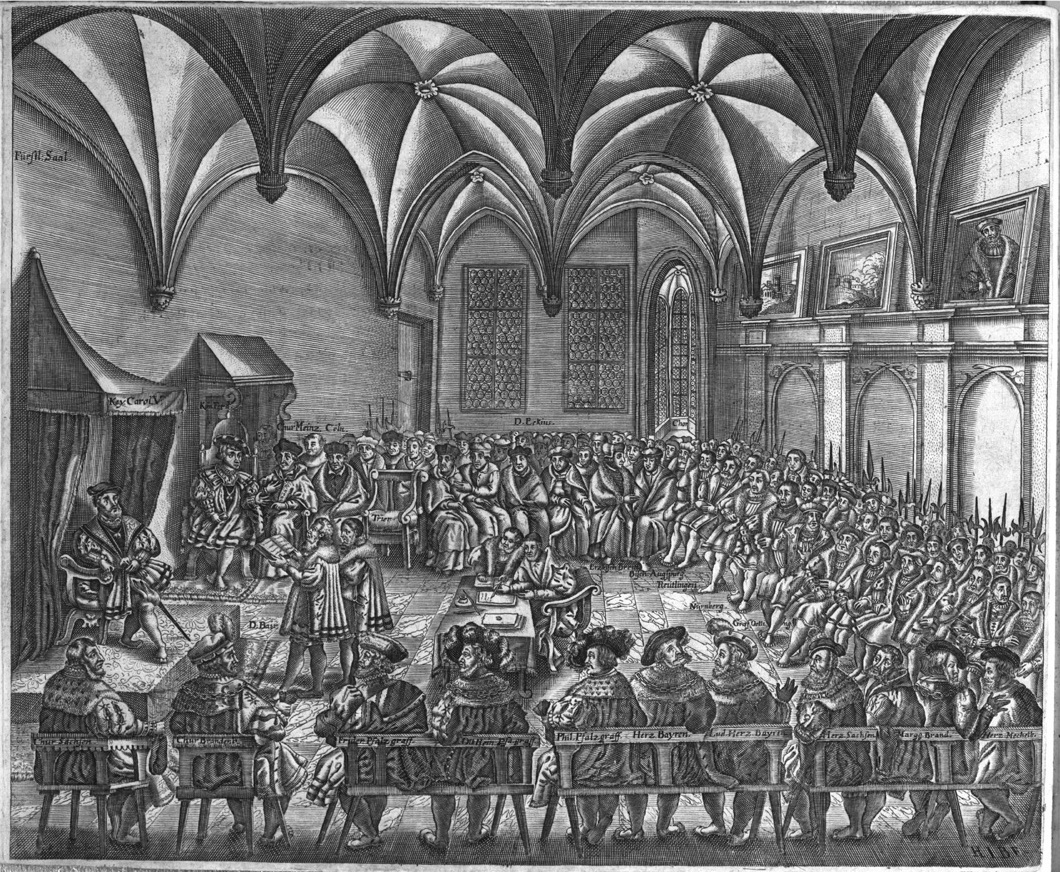
Lectura de la Confessio Augustana en la Dieta de Augsburgo, 1530.

Sacramentarianos fue la denominación de un grupo que dentro de la Reforma protestante del siglo XVI negó no únicamente el dogma católico de la transubstanciación, sino también la doctrina luterana de la unión sacramental, así como doctrinas similares como la consubstanciación).

## Europa central
En Europa central los sacramentarios se dividían a su vez en dos grupos:
1. Los seguidores de Wolfgang Capito, Andreas Karlstadt y Martin Bucer, quienes en la Dieta de Augsburgo presentaron la Confessio Tetrapolitana en nombre de cuatro ciudades: Estrasburgo, Constanza, Lindau y Memmingen (1530).
2. Los seguidores del reformador suizo Huldrych Zwingli (Zuinglio), incluyendo a Johannes Oecolampadius (Ecolampadio). Zuinglio presentó su propia "confesión de fe" en la Dieta de Augsburgo.

El punto de vista doctrinal era el mismo: la admisión de una presencia espiritual de Cristo en la Eucaristía que el alma devota podía recibir y disfrutar, pero el rechazo total de cualquier presencia corporal o física.
Tas sostener su propia doctrina por algunos años, las cuatro ciudades aceptaron la Confesión de Augsburgo, incorporándose al cuerpo general del luteranismo; pero la posición de Zuinglio se incorporó a las Confesiones helvéticas.
En los siglos XIX y XX se ha producido una inversión en los términos que ha venido a aplicar la denominación "sacramentarios" a los que sostienen una opinión extrema sobre la eficacia de los sacramentos.

## Inglaterra
Durante los turbulentos años finales del reinado de Enrique VIII de Inglaterra una influyente facción religiosa conservadora se dedicó a desarraigar de la sociedad inglesa lo que ellos consideraban herejía, incluyendo la negación de la presencia real de Cristo en el sacramento de la Eucaristía (sacramentarianism -"sacramentarianismo"- en lengua inglesa). El rey había dejado de quemar herejes en 1543 y durante unos pocos años la división entre facciones religiosas en la sociedad inglesa dio lugar a intensos conflictos, y diez "cristianos radicales" fueron ejecutados. Las mujeres no solían ser condenadas tan fácilmente; incluso así Anne Askew, una escritora perteneciente a una importante familia del Lincolnshire emparentada con la realeza, fue torturada y quemada el 16 de julio de 1546 como parte de una campaña para debilitar a la reina Katherine Parr, ella misma sospechosa de proteger a ciertas facciones de creencias heréticas.